# Steen Herschend

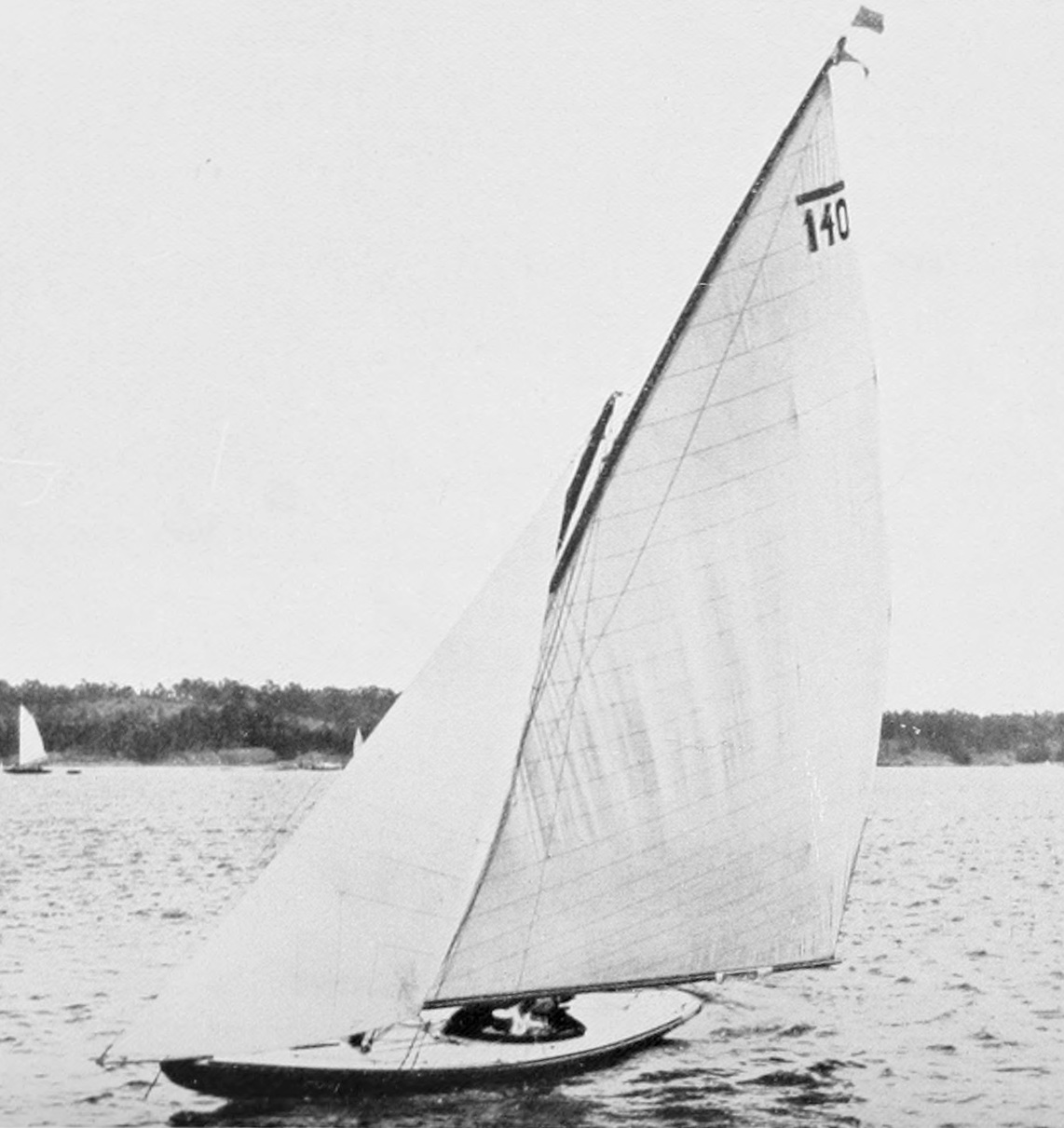
Steen Herschend a bordo no Nurdug ll nos Jogos Olímpicos de Verão de 1912

Steen Herschend (Copenhague, 12 de novembro de 1888 — Taarbæk, 3 de agosto de 1976) foi um velejador dinamarquês, medalhista olímpico. Ele competiu nos Jogos Olímpicos de Verão de 1912 na classe 6 Metre e conquistou a medalha de prata na disputa a bordo do Nurdug II com Hans Meulengracht-Madsen e Sven Thomsen.